# Projekt 611
Projekt 611 (NATO-Codename Zulu-Klasse) war eine Klasse von dieselelektrisch betriebenen U-Booten der sowjetischen Marine, von der 26 Einheiten gebaut wurden.

## Geschichte
Die Entwicklung und der Bau einer Klasse von U-Booten mit großer Reichweite war bereits ab 1944 vorgesehen, wurde von der sowjetischen Führung aber erst kurz nach dem Zweiten Weltkrieg in Form von Projekt 611 beschlossen. Die Rumpfform des neuen Projekts ähnelte äußerlich der deutschen U-Boot-Klasse XXI, das Konzept selbst unterschied sich aber in vielen Bereichen von dem deutschen Entwurf. Die Pläne wurden vom Leningrader Entwicklungsbüro Nummer 16 ausgearbeitet.
Die Boote wurden für etwa 60 Tage Einsatzzeit konstruiert und hatten die Hauptaufgabe, im Kriegsfall Angriffe auf Schifffahrtsrouten durchzuführen. Mögliche Szenarien für Angriffe auf US-amerikanische Küstenstädte mit atomaren Torpedos werden vermutet, sind aber nicht bestätigt.
Das erste von insgesamt 26 Booten der Klasse lief 1951 vom Stapel. Die Boote entstammten in ihrer technischen Ausrichtung und ihrem Auftrag noch klar dem Denken des Zweiten Weltkrieges, wurden aber später auch zum Träger neuer Systeme wie ballistischer Raketen umgebaut und waren so die ersten Zweitschlagswaffen der Sowjetunion, die im Falle eines Atomkrieges auch dem Staatsgebiet der Vereinigten Staaten durch ihre Nuklearwaffen schweren Schaden zufügen konnten.

## Maschinenanlagen
Die U-Boote wurden mit drei Typ-37D-Schiffsdieselmotoren ausgerüstet, die je 2000 PS (1471 kW) leisteten. Diese Motoren lieferten Antriebsenergie, indem sie Treiböl und Sauerstoff aus der Umgebungsluft verbrannten. Dieses System funktionierte nur bei Überwasser- oder Schnorchelfahrt. An der Oberfläche konnten so 18 kn erreicht werden.
Zur Tauchfahrt in größeren Tiefen waren Elektromotoren notwendig, die ihre Energie aus Bleiakkumulatoren bezogen. Zwei PG-101-Motoren mit je 1350 PS (993 kW) trieben bei Tauchfahrt die beiden äußeren Wellen an, die mittlere wurde von einem PG-102-Elektromotor mit 2700 PS (1985 kW) angetrieben. Die mittlere Welle konnte alternativ von einem PG-104-Elektromotor mit 140 PS (103 kW) angetrieben werden, der sehr viel weniger Strom verbrauchte als die PG-102-Motoren und deutlich leiser lief.

### Reichweite
Bei 9,2 Knoten Marschgeschwindigkeit konnten die Boote des Projekts 611 22.000 Seemeilen mit ihren Dieselmotoren zurücklegen, bevor der mitgeführte Treibstoff verbraucht war. Getaucht reichte die Batteriekapazität bei 15,1 Knoten für 15 Seemeilen. Nach Entfernung der Artilleriebewaffnung verminderte sich der Strömungswiderstand und die Reichweite stieg unwesentlich auf 16 Seemeilen.

## Sensoren und Kommunikationssysteme

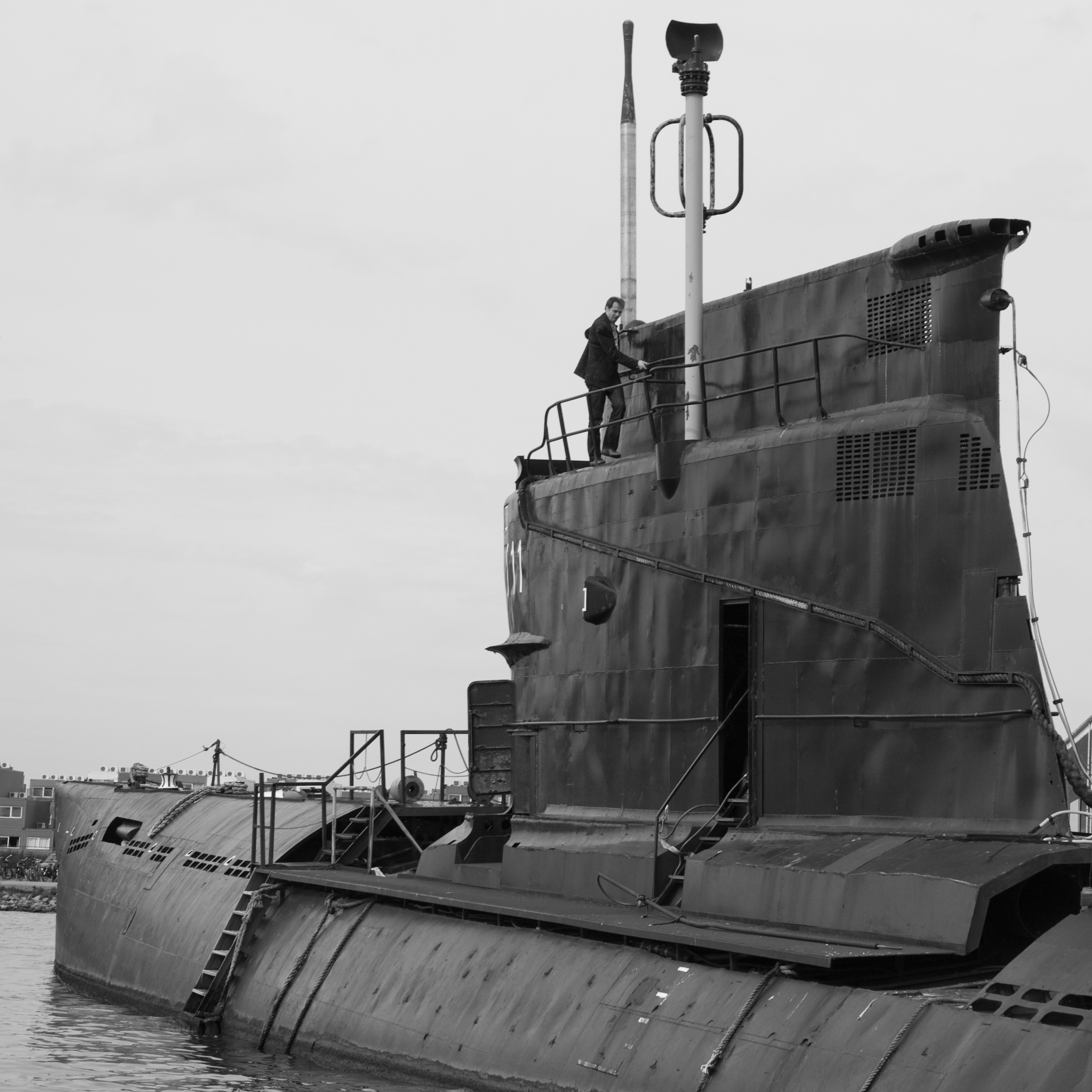
Brückenturm mit Periskop und Radarantenne

Projekt 611 war für konventionelle Torpedoangriffe auf Schiffsziele konstruiert, wie sie im Krieg stattgefunden hatten, und erhielt dementsprechend auch eine Sensorausrüstung, die sich an Erkenntnissen aus dem Krieg orientierte. Das Periskop des Kommandanten vom Typ C-2 stammte aus deutscher Produktion und wurde bei einigen Booten durch ein Luftzielperiskop ergänzt. Im Unterwassereinsatz standen die Sonar- und Echolotsysteme Tamir 5LS und NEL-4 zur Verfügung. Weiterhin erhielt jedes Boot Antennen für aktive und passive Radarsysteme, ein Freund-Feind-Erkennungssystem und Antennen für Lang- und Kurzwellenfunksysteme.

## Bewaffnung

Zeichnung der Steuerbordseite von Projekt 611 ohne Maschinenwaffen. Der auffällige Sprung im Kiel unterhalb des Vorschiffs der Boote markiert die Position des Sonarsystems Tamir 5LS.

### Deckgeschütz
Die Boote wurden zunächst mit einem 57-mm SM-24-SIF-Deckgeschütz ausgerüstet. Die doppelläufige Waffe war vor dem Turm installiert und verschoss 57-mm-Splitter-Spreng-Granaten, die primär zur Flugabwehr geeignet waren. Die Munitionszufuhr erfolgte über drei Patronen fassende Ladestreifen, die Kadenz betrug 100–150 Schuss pro Minute. Die Waffe war ab 1947 entwickelt worden, basierte im Wesentlichen auf der S-60-Flugabwehrkanone des Heeres aus dem Zweiten Weltkrieg und konnte Luftziele in bis zu 6.000 Metern Entfernung bekämpfen.
Dieser Waffentyp wies zahlreiche Schwächen auf und wurde bis 1956 wieder von den Booten entfernt. Die Unterwassergeschwindigkeit der Boote erhöhte sich infolge des nun geringeren Strömungswiderstandes bei Unterwasserfahrt um einen Knoten.

### Maschinenkanonen
Die Flugabwehr sollte weiter verstärkt werden, indem eine von der 2M-3 abgeleitete 25-mm-Zwillings-Maschinenkanone 2M-8 auf dem Turm der Boote installiert wurde. Die Waffe war an der hinteren Turmkante mit Schussfeld nach achtern unter einem Splitterschutz verbaut und konnte wegen der Installationen von Antennen und Sehrohren in der Turmmitte nicht zum Bug hin ausgerichtet werden.
Diese Waffen wurden im Verlauf der Dienstzeit der U-Boote wieder entfernt, um Platz für ein verbessertes Schnorchelsystem im hinteren Teil des Turmes zu machen.

### Torpedos
Die Boote des Projekts 611 hatten sechs Bug- und vier Hecktorpedorohre mit 533 mm Durchmesser. Es konnten bis zu zwölf Reservetorpedos in den beiden Torpedoräumen mitgeführt werden, so dass mit den zehn Torpedos in den Rohren eine Gesamtkapazität von 22 Projektilen erreicht wurde. Alternativ konnten 32 Seeminen vom Typ AMD-1000 mitgeführt werden.

## Umbau
Projekt 611 wurde im Laufe seiner Dienstzeit als Träger für mehrere neuartige Systeme verwendet, wobei die Ausrüstung von sechs Booten mit ballistischen Raketen die nennenswerteste Maßnahme war.

### W-611

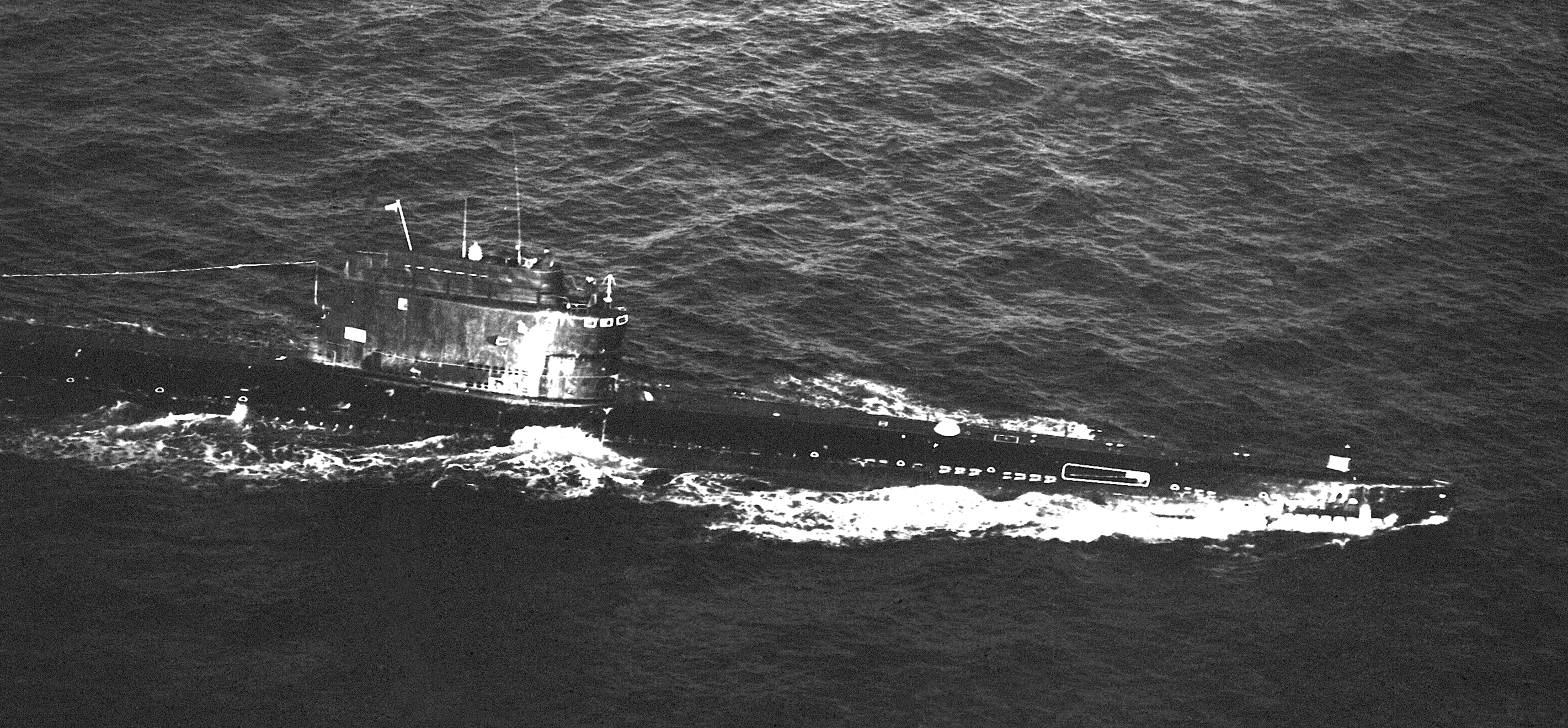
Ein Projekt-611-Boot 1988, laut Bildbeschreibung ein Zulu-IV-Boot. Es ist keine Bewaffnung an Deck oder am Turm zu erkennen und an der hinteren Turmkante befindet sich die Halterung für den Schnorchel.

Ein Boot des Projekts 611, B-67, wurde 1954 zum Testträger für den Start einer einzelnen R-11FM-Rakete (schiffsgestützte Variante der R-11) umgebaut und feuerte am 16. September 1955 als erstes U-Boot eine ballistische Rakete ab. Das Boot erhielt die Bezeichnung Projekt W-611 (russ.: В-611). Die Wasserverdrängung änderte sich auf 1875 Tonnen an der Oberfläche und 2387 Tonnen bei Tauchfahrt, die Geschwindigkeit fiel auf 16,5 kn bei Über- und 13 kn bei Unterwasserfahrt.

### AW-611
Sechs Boote (B-62, B-67, B-73, B-78, B-79 und B-89) wurden zwischen 1956 und 1967 in Sewerodwinsk umgebaut, um R-11FM-Raketen tragen zu können. Dazu verlängerte man den Turm der Boote nach achtern und verbaute zwei senkrecht stehende Rohre mit je einer Rakete in dem so verlängerten Turm. Die Boote erhielten die Bezeichnung Projekt AW-611 (russ.: АВ-611). Die Wasserverdrängung änderte sich auf 1890 Tonnen an der Oberfläche und 2.415 Tonnen bei Tauchfahrt, die Geschwindigkeit fiel auf 16,5 kn bei Über- und 12,5 kn bei Unterwasserfahrt.
Die Reichweite der Rakete war mit rund 150 km recht niedrig, der Startvorgang war kompliziert und konnte nur an der Wasseroberfläche durchgeführt werden. Die Raketen mussten in betanktem Zustand in den Lagerrohren verstaut werden, was dazu führte, dass sie alle drei Monate ausgetauscht werden mussten, um zu verhindern, dass sich die Salpetersäure des Raketentreibstoffs durch die Tanks fraß. Vor dem Start mussten die Boote auftauchen und die Luke über dem Raketenschacht öffnen. Die R-11FM wurde nun mit einer Hebevorrichtung aus dem Lagerrohr nach oben bis zu einem Punkt gefahren, an dem die Abgase des Raketenmotors nach dessen Start zur Seite entweichen konnten. Bis zum Start der ersten Rakete vergingen so fünf Minuten, die sich das U-Boot an der Oberfläche aufhalten musste. Da die zweite Rakete von den heißen Abgasen der ersten bei deren Start beschädigt worden wäre, konnte sie erst nach deren Start in Startposition gehoben werden, so dass weitere fünf Minuten für den Einsatz der zweiten Rakete an der Oberfläche verbracht werden mussten.
Einmal gestartet, war die Trefferwahrscheinlichkeit der Rakete extrem gering. Als Streuung werden bei der seegestützten R-11FM rund 7 km um den Zielpunkt angenommen, so dass die Waffe mit einem konventionellen Sprengkopf nur geringen taktischen Nutzen hatte und nur mit ihrem 50-kt-Atomsprengkopf gegen das anvisierte Ziel sicher wirken konnte.

### PW-611
Projekt PW-611 (russ.: ПВ-611) war ein Testträger für den Unterwasserraketenstart.
Weitere Umbauten fanden auf Einzelbooten statt, um Radar- und Sonarausrüstung zu erproben.

## Bezeichnungen
Die NATO bezeichnete die Boote als Zulu-Klasse oder kurz Z-Class und unterschied die verschiedenen Bauformen nach der Reihenfolge ihrer eigenen Beobachtungen. Die benannten Varianten sind:
- Zulu I – Projekt 611 mit 2M-8-Flugabwehrkanone
- Zulu II – Projekt 611 mit SM-24-SIF-Deckgeschütz und 2M-8-Flugabwehrkanone
- Zulu III – Projekt 611 ohne Maschinenwaffen, aber mit Schnorchelanbau am Turmheck[A 1]
- Zulu IV – Projekt W-611 (russ.: В-611) ein Prototyp mit einem Startrohr für eine R-11-Rakete
- Zulu V – Projekt AW-611 (russ.: АВ-611) mit zwei Startrohren für R-11-Raketen
- Zulu VI – Projekt PW-611 (russ.: ПВ-611), Boot B-67 wurde 1959 als Testträger für Unterwasserstarts von Raketen umgebaut.[9]

## Einheiten

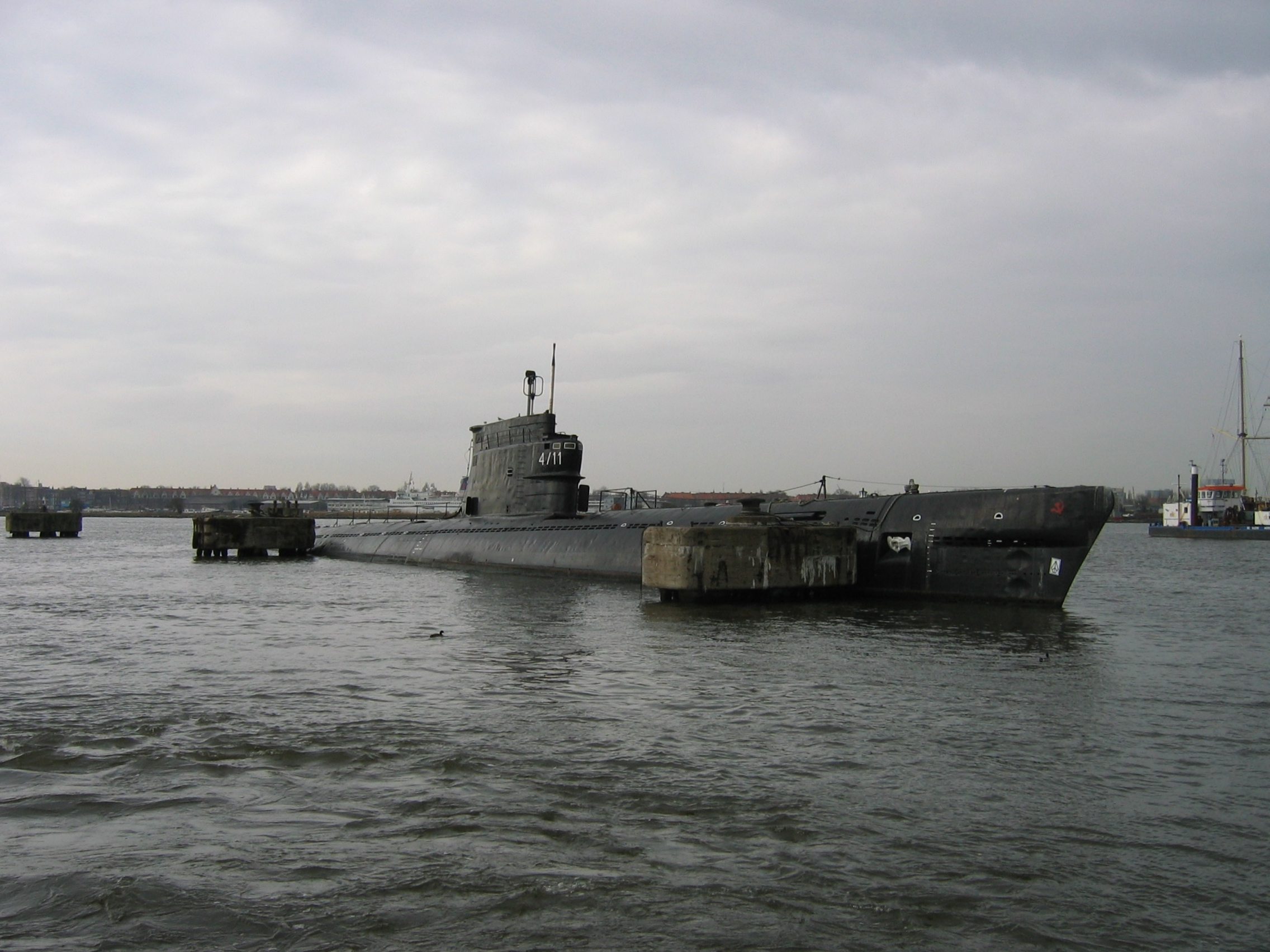
B-80 Foxtrot im Hafen von Amsterdam, 2008

26 Boote des Projekts 611 wurden zwischen 1951 und 1957 auf Kiel gelegt. Eine Auswahl:

### B-61
B-61 wurde am 10. Januar 1951 in Sewerodwinsk auf Kiel gelegt und lief am 26. Juli des Jahres vom Stapel. 1952 wurde B-61 zur Behebung erkannter Konstruktionsfehler in Leningrad repariert und leistete bis 1960 Dienst in der Baltischen Flotte. Nach Verlegung zur Nordflotte wurde es 1963 zu Reparaturen nach Schäden an den Flutventilen eingedockt. 1964 wurde es zurück in die Ostsee verlegt und im Juni 1980 außer Dienst gestellt.

### B-62
Das Boot wurde am 6. September 1951 in Leningrad auf Kiel gelegt und lief am 29. April 1952 vom Stapel. 1958 wurde es zum Projekt AW-611 modernisiert und leistete seinen Dienst bei der Pazifikflotte. 1968 kam es während einer Patrouille zum Ausfall der Dieselmotoren südlich der Aleuten und das Boot musste eingeschleppt werden. 1969 zum Projekt AW-611ts modernisiert, wurde B-62 1974 in die Reserve versetzt und 1996 abgewrackt.

### B-63
B-63 wurde am 6. Februar 1952 in Leningrad auf Kiel gelegt und nach seinem Stapellauf 1954 zur 182. U-Boot-Brigade der Pazifikflotte versetzt. Bis zu seiner Ausmusterung 1985 wurde die taktische Nummer zweimal geändert: Zunächst auf B-863, danach BS-863 und später auf TschTS-578.

### B-64
Das Boot wurde am 15. Mai 1952 in Leningrad auf Kiel gelegt. Nach seiner Indienststellung 1954 wurde es der Nordflotte zugeteilt und zwischen 1956 und 57 zum Testträger für Radarsysteme umgebaut. Nach der Streichung des Projekts wurde es 1974 aufgelegt.

### B-65
Das Boot wurde auf der Leningrader Werft 196 am 24. Juli 1952 auf Kiel gelegt und lief am 21. März 1953 vom Stapel. Das Boot wurde bis 1960 bei der Baltischen Flotte eingesetzt und wurde anschließend zur Nordflotte verlegt. 1981 wurde B-65 außer Dienst gestellt und ab 1982 bei Murmansk abgewrackt.

### B-66
B-66 wurde am 15. Dezember 1952 in Leningrad unter der Baunummer 635 auf Kiel gelegt und lief am 30. Juni 1953 vom Stapel. Es wurde am 29. Dezember 1954 in Dienst gestellt und vermutlich in den 1980er-Jahren aus der Flottenliste gestrichen.

### B-67
Das Boot wurde am 26. März 1953 in Leningrad unter der Baunummer 636 auf Kiel gelegt und lief am 5. September 1953 vom Stapel. Es wurde am 30. Juni 1956 in Dienst gestellt und im Verlauf seiner Dienstzeit in Sewerodwinsk zum Projekt AW-611 modernisiert. Es war das erste Boot, das regulär mit R-11FM-Raketen ausgerüstet wurde.

### B-69
B-69 wurde am 14. September 1953 in Leningrad auf Kiel gelegt und lief am 18. April 1954 vom Stapel. Nach seiner Indienststellung 1956 wurde es der Nordflotte zugeteilt. 1957 sollte es B-75 nahe der Bäreninsel betanken und verlor dabei in schwerer See einen Matrosen. 1964 fuhr es während einer 74-tägigen Patrouille bis nach Kuba. Die Ventilationssysteme an Bord waren für tropische Gewässer unzureichend und es kam zu einem weiteren Ausfall bei der Besatzung. Das Boot wurde im April 1990 außer Dienst gestellt, kenterte am Pier und wurde schließlich Ende der 1990er-Jahre abgewrackt.

### B-80
B-80 wurde in Sewerodwinsk am 1. Februar 1956 auf Kiel gelegt und lief am 16. Januar 1957 vom Stapel. Es leistete seinen Dienst in der Nordflotte und führte Einsätze bis hin zur Küste Südamerikas durch. 1992 wurde das Boot an einen niederländischen Investor verkauft. Zunächst war offenbar geplant, das Boot als Museumsschiff zugänglich zu machen. Es wurde aber letztlich weiterverkauft und der Innenraum weitgehend ausgeschlachtet, um Platz für Besucher zu schaffen. Das Boot, jetzt umbenannt in Foxtrot, liegt im Amsterdamer Hafen und ist der Öffentlichkeit nicht zugänglich, konnte aber für Veranstaltungen gemietet werden.

### B-88
Das Boot wurde am 17. August 1956 in Sewerodwinsk auf Kiel gelegt und lief am 4. Juli 1957 vom Stapel. Es wurde der Nordflotte zugeteilt und unternahm im Oktober 1959 mit B-90 eine 150-tägige 23.000-Seemeilen-Reise aus der Kola-Bucht nach Süden um Afrika und Australien bis nach Wladiwostok. B-88 wurde in den 1980er-Jahren außer Dienst gestellt.

### B-90
B-90 wurde am 25. Oktober 1956 in Sewerodwinsk auf Kiel gelegt und lief am 17. August 1957 vom Stapel. 150-tägige Seereise, gemeinsam mit B-88. Das Boot wurde in den 1980er-Jahren außer Dienst gestellt.

## Belege und Verweise